# Josef Katzwendel
Josef Katzwendel (19. února 1842 Česká Lípa – 19. dubna 1917 Česká Lípa) byl rakouský a český advokát a politik německé národnosti, na konci 19. století poslanec Českého zemského sněmu.

## Biografie
Vystudoval gymnázium v České Lípě a pak práva na Karlo-Ferdinandově univerzitě v Praze. Zde získal roku 1868 titul doktora práv. Roku 1876 si v České Lípě otevřel vlastní advokátní kancelář. Byl aktivní i ve veřejném a politickém životě. Zasedal v městské radě, byl předsedou správní rady městské spořitelny a od roku 1895 velitelem místního sboru ostrostřelců.
V 90. letech 19. století se zapojil do zemské politiky. Ve volbách v roce 1895 byl zvolen v městské kurii (volební obvod Česká Lípa) do Českého zemského sněmu, přičemž v tomto obvodu nahradil poslance Ferdinanda Bartela. Uvádí se jako německý liberál (takzvaná Německá pokroková strana).
V roce 1912 oslavil v České Lípě 70. narozeniny. Uvádí se tehdy jako nestor mezi místními advokáty. Zemřel v dubnu 1917 ve věku 76 let.
Jeho syn Adolf Katzwendel byl vedoucím nemocniční lékárny v Linci, další syn Friedrich Katzwendel působil jako tajemník linecké obchodní a živnostenské komory.